# Thomas Heywood

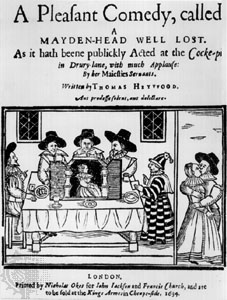
Uma comedia agradável chamada

Thomas Heywood (início da década de 1570 – 16 de agosto de 1641) foi um proeminente dramaturgo e ator inglês do teatro isabelino, cujo auge se deu entre o final do teatro isabelino e o início do jacobita.
Suas principais contribuições foram ao final do teatro elisabetano e ao início do período jacobino . Ele é mais conhecido por sua obra-prima A Woman Killed with Kindness , uma tragédia doméstica , que foi apresentada pela primeira vez em 1603 no Rose Theatre pela companhia Worcester's Men. Ele foi um escritor prolífico, afirmando ter tido "uma mão inteira ou pelo menos um dedo principal em duzentas e vinte peças", embora apenas uma fração de sua obra tenha sobrevivido.

## Primeiros anos
Poucos detalhes da vida de Heywood foram documentados com certeza. A maioria das referências indicam que o condado de seu nascimento era provavelmente Lincolnshire, enquanto o ano foi atribuído de forma variada como 1570, 1573, 1574 e 1575. Especulou-se que seu pai era um pároco do interior e que ele era parente do meio o dramaturgo do século anterior John Heywood, cujo ano de morte é, novamente, incerto, mas indicado como tendo ocorrido não antes de 1575 e não depois de 1589.
Dizem que Heywood foi educado na Universidade de Cambridge, embora sua faculdade seja uma questão controversa. Posteriormente ele se mudou para Londres, onde a primeira menção de sua carreira dramática é uma nota no diário do empresário do teatro Philip Henslowe, registrando que ele foi pago por uma peça que foi encenada pelos The Admiral's Men, uma empresa de atuação, em outubro de 1596. Em 1598, ele foi regularmente contratado da empresa; uma vez que nenhum salário é mencionado, ele provavelmente era um participante da empresa, como era normal para membros importantes. Mais tarde, ele foi membro de outras empresas, incluindo Lord Southampton's, Lord Strange's Men e Worcester's Men (que posteriormente se tornou conhecido como Queen Anne's Men). Durante esse tempo, Heywood foi extremamente prolífico; em seu prefácio a The English Traveller (1633), ele se descreve como tendo "uma mão inteira ou pelo menos um dedo principal em duzentas e vinte peças". No entanto, apenas vinte e três peças e oito máscaras sobreviveram que são aceitos pelos historiadores como total ou parcialmente de sua autoria.

## Atividade criativa
A primeira peça de Heywood pode ter sido The Four Prentises of London (impressa em 1615, mas atuou cerca de quinze anos antes). Esta história de quatro aprendizes que se tornam cavaleiros e viajam para Jerusalém pode ter sido concebida como um burlesco dos velhos romances, mas é mais provável que tivesse a intenção de atrair seriamente os espectadores aprendizes aos quais era dedicada. Sua popularidade foi satirizada na caricatura de Beaumont e Fletcher do gosto da classe média para o drama, O Cavaleiro do Pilão Ardente. A história de duas partes de Heywood interpreta Edward IV (impresso em 1600), e If You Know Not Me, You Know Nobody, ou The Troubles of Queene Elizabeth (1605 e 1606) dizem respeito, respectivamente, às Guerras das Rosas e à vida da Rainha em contraste com a do proeminente comerciante e financista Thomas Gresham.
Ele escreveu para o palco e (talvez de forma insincera) protestou contra a impressão de suas obras, dizendo que não tinha tempo para revisá-las. Johann Ludwig Tieck chamou-o de "modelo de um talento leve e raro", e Charles Lamb escreveu que ele era um "Shakespeare em prosa".
As peças mais conhecidas de Heywood são suas tragédias e comédias domésticas (peças ambientadas entre a classe média inglesa); sua obra-prima é geralmente considerada Uma Mulher Morta com Bondade (representado em 1603; impresso em 1607), uma tragédia doméstica sobre uma esposa adúltera e uma farsa plautina amplamente admirada O viajante inglês (atuou aproximadamente em 1627; impresso em 15 de julho de 1633), que também é conhecido por seu "Prefácio" informativo, dando a Heywood a oportunidade de informar o leitor sobre sua prolífica produção criativa. Suas comédias cidadãs são notáveis por causa de sua fisicalidade e energia. Eles fornecem uma psico-geografia das vistas, cheiros e sons dos cais, mercados, lojas e ruas de Londres que contrastam com as generalizações mais convencionais sobre os locais de comércio, que são satirizadas nas comédias da cidade.
Heywood escreveu inúmeras obras em prosa, principalmente panfletos sobre assuntos contemporâneos, de interesse agora principalmente para historiadores que estudavam o período. Seu longo ensaio mais conhecido é An Apology for Actors, uma resposta moderada e razoável aos ataques puritanos no palco, que contém uma riqueza de informações detalhadas sobre os atores e as condições de atuação da época de Heywood. É na "Epístola ao Impressor" nesta obra de 1612 que Heywood escreve sobre a apropriação de dois poemas de Heywood por William Jaggard para a edição do mesmo ano de The Passionate Pilgrim. Em 1641, Heywood publicou A vida de Merlin com o sobrenome Ambrósio. O livro narrava todos os reis da Inglaterra desde o lendário rei Brutus, que viera de Tróia para iniciar uma exploração e uma nova colônia, até Carlos I, que era o rei quando Heywood morreu. O livro continua a narrar certas profecias contadas por Merlin e as interpretações de cada uma e a explicação de cada uma dentro do contexto do mundo moderno.

## Duas décadas finais
Entre 1619 e 1624, Heywood parece ter inexplicavelmente encerrado todas as atividades como ator, mas de 1624, até sua morte dezessete anos depois, seu nome aparece com frequência em relatos contemporâneos. Nesse período, Heywood era associado à companhia de Christopher Beeston no teatro Phoenix, Queen Henrietta's Men ou Lady Elizabeth's Men. Em The Phoenix, Heywood produziu novas peças como The Captives, The English Traveller e A Maidenhead Well Lost , bem como revivificações de peças antigas. Numerosos volumes de sua prosa e poesia foram publicados, incluindo duas longas obras poéticas, Gynaikeion (1624), descritas como "nove livros de várias histórias relacionadas às mulheres" e, onze anos depois, The Hierarchy of the Blessed Angels. Como uma medida da posição popular de Heywood nos últimos anos de sua vida, Love's Mistress or the Queen's Masque , uma peça publicada em 1636, mas encenada desde 1634, foi relatada como tendo sido vista pelo rei Carlos I e sua rainha três vezes em oito dias.
De acordo com os escritos da época, Thomas Heywood morava em Clerkenwell desde 1623 e foi lá, na Igreja de St. James que ele foi enterrado dezoito anos depois. Por causa da incerteza quanto ao ano de seu nascimento, sua idade só pode ser estimada, mas ele provavelmente estava no final dos sessenta anos, possivelmente com setenta. A data do enterro, 16 de agosto de 1641, a única data documentada, também aparece em vários livros de referência como a data da morte de Heywood, embora ele possa realmente ter morrido dias antes. Pode-se presumir, entretanto, que devido a uma possível onda de calor de agosto, o sepultamento ocorreu de forma acelerada.

## Trabalhos

### Reproduz

#### Tragédias
- A Woman Killed with Kindness (c. 1603)
- The Rape of Lucrece (1608)

#### Comédias
- How a Man May Choose a Good Wife from a Bad (1602)
- The Wise Woman of Hoxton (peça montada c. 1604; impresso 1634)
- The Captives (licensed 1624)
- A Maidenhead Well Lost (performed and published 1634)
- The Late Lancashire Witches (1634), written in collaboration with Richard Brome

#### Romances
- The Four Prentices of London (performed c. 1592; published 1615), drama romântico
- The Royal King and Loyal Subject (performed c. 1615-18; printed 1637)
- The Fair Maid of the West Parts One and Two (both printed 1631), drama romântico
- A Challenge for Beauty
- The English Traveler (performed c. 1627; impresso 1633)
- Fortune by Land and Sea (printed 1655), com a colaboração de William Rowley

#### Chronicle play
- If You Know Not Me, You Know Nobody Parts One and Two
- Edward IV Parts One and Two
- The Golden Age (1611)
- The Silver Age (1613)
- The Brazen Age (1613)
- The Iron Age, Part One and Part Two (1632)

#### Atribuído a Heywood
- The Fair Maid of the Exchange (impresso anonimamente em 1607), drama domestico atribuído a Heywood
- Dick of Devonshire
- A Cure for a Cuckold
- A New Wonder, a Woman Never Vexed
- Appius and Virginia
- Swetnam the Woman-Hater
- The Thracian Wonder
- SALLUST the Conspiracy of Catiline and the War of Jugurtha (Translated into English ANNO 1608)

### Máscaras e encenações
- Love's Mistress or The Queens Masque (printed 1636)
- A series of pageants, most of them devised for the City of London, or its guilds, de Heywood, impressa em 1637

### Poesia
- Troia Britannica, or Great Britain's Troy (1609), um poema em dezessete cantos "intermixed with many pleasant poetical tales" e "concluding with an universal chronicle from the creation until the present time"
- The Hierarchy of the Blessed Angels (1635), um poema didático em nove livros;
- Pleasant Dialogue, and Dramas Selected Out of Lucian, etc. (1637)
- The Conspiracie of Cateline [sic] and Warre of Jugurth [sic], translations of Sallust (1608).

### Prosa
- An Apology for Actors, Containing Three Brief Treatises (1612), editado pela Shakespeare Society em 1841
- Gynaikeion or Nine Books of Various History Concerning Women (1624)
- England's Elizabeth, Her Life and Troubles During Her Minority from Time Cradle to the Crown (1631)
- The Life of Merlin, surnamed Ambrosius; his Prophecies and Predictions Interpreted, and their Truth Made Good by our English Annals: Being a Chronographical History of all the Kings and Memorable Passages of this Kingdom, from Brute to the reign of King Charles (1641)